# Üter
Üter Zörker er en fiktiv person fra tegneserien The Simpsons. Han er udvekslingsstudent fra Schweiz og går på Springfield Elementary. Han er vild med chokolade. Han får tit tæv på grund af sin accent.
Russi Taylor lægger stemme til Üter.